# 杨则益 (1903年)
杨则益（1903年—1940年3月），又名杨运山，福建省政和县东平镇凤池村人。中国共产党早期人物。

## 生平
杨则益出生于塾师家庭，自幼聪颖好学，但因家贫辍学，以砍柴为生。17岁时父亲因病去世，兄长杨则芹在建瓯板桥被土匪杀害。1928年8月，加入杨则仕创办的“读书会”，并参加宣传活动。1928年冬，凤池成立了红色农民协会，杨则益成为农协会的主要骨干。1929年春，政和县第一次农协会代表大会在凤池村福主庙秘密召开，杨则益出席会议，会后开始组织发展会员。同年7月，经杨则仕介绍，加入中国共产党。1930年春，他遵照农协会的指示，进入凤池、山溪、池坑等地发起“登门退佃”的减租减息斗争，并取得抗租抗息抗捐税的斗争胜利。1931年8月，东平地区出现严重旱情，地主趁机囤粮抬价，杨则益率领农会破仓借粮。1932年，政和出现大规模灾疫，杨则益在凤池一带发动农民群众“吃大户”，进行分粮斗争。
1934年8月中旬，黄立贵、陈一奉中共闽北分区委“打出外线、开辟新根据地”的命令，率领闽北中国工农红军第58团向东平进军。9月，建瓯、松溪、政和中心区委员会（简称建松政中心区委员会）在政和县风池村召开建松政工农兵代表大会，成立建松政苏维埃政府，张顺礼任主席，杨则仕任副主席（后由阙林标继任），杨则益当选为苏维埃政府政治部部长。
1934年12月至1935年1月，国民党部队進攻建松政苏区，当地士绅组织“清乡委员会”，建松政境内工农红军因寡不敌众而失利，县苏维埃政府遭破坏，杨则益随部坚持游击斗争。1937年12月，建松政抗日统一战线形成，建松政游击队改为抗日义勇军，他率领部队参加抗日队伍。1938年1月25日，编入新四军第五团奔赴皖南抗日前线。但因长期积劳成疾，不适应部队生活，调回原籍继续从事游击地下武装。1938年2月，新康事件爆发，国民党开始对建松政地区进行进攻。1940年3月，杨则益奉命到东平做策反工作时，被地主杨则靖告密逮捕，随后在东平被杀。